# 羅士敏男爵
羅士敏男爵（Baron Rosmead），又譯樂善美男爵，屬於聯合王國貴族爵位，創設於1896年8月11日，授予時任開普殖民地總督兼南非高級專員夏喬士·羅便臣爵士。
在取得此世襲男爵爵位以前，羅便臣爵士早於1891年2月6日取得從男爵爵位，封號為韋斯特米斯羅士敏的羅便臣從男爵（Robinson  Baronets of Rosmead, Westmeath），此爵位屬於聯合王國從男爵爵位，自羅便臣爵士晉封為男爵後，此從男爵爵位併入男爵爵位之內。
羅便臣爵士成為男爵後，頭銜改為羅士敏勳爵（Lord Rosmead），至於其封號全稱為夏喬士·喬治·羅伯特·羅便臣，南非塔夫堡及韋斯特米斯郡羅士敏的第一代羅士敏男爵（Hercules George Robert Robinson, 1st Baron Rosmead, of Rosmead in co. of Westmeath and of Tafeberg in South Africa）。第一代羅士敏勳爵在1897年身故後，從男爵及男爵爵位皆傳予其子，其子遂為第二代羅士敏勳爵。第二代羅士敏勳爵的獨子名夏喬士·愛德華·約瑟夫·羅便臣（Hercules Edward Joseph Robinson，1895年－1915年），曾於東肯特軍團第八營（8th battalion, East Kent regiment）擔任陸軍少尉，後於第一次世界大戰陣亡。
夏喬士·愛德華·約瑟夫·羅便臣死後，由於沒有法定繼承人，羅士敏男爵及羅便臣從男爵兩爵位都在第二代羅士敏勳爵於1933年身故後斷絕。

## 羅士敏的羅便臣從男爵 （1891年）
- 夏喬士·喬治·羅伯特·羅便臣爵士，第一代從男爵 （1824年12月19日－1897年10月28日）（1896年成為羅士敏勳爵）

## 羅士敏男爵 （1896年）
- 夏喬士·喬治·羅伯特·羅便臣，第一代羅士敏男爵 （1824年12月19日－1897年10月28日）
- 夏喬士·亞瑟·坦普爾·羅便臣，第二代羅士敏男爵 （1866年11月6日－1933年5月26日）（斷絕）